# 데가마촌
데가마촌(手鎌村)은 후쿠오카현의 남부, 미이케군에 있던 촌이다.

## 지리
현재의 오무타시의 북서부, 미사기, 도센, 아마기에 해당한다. 1950년대에 시작된 미이케 간척사업으로 조성된 땅이기 때문에 구 데가마촌의 지역에는 포함되지 않는다.

## 역사
- 1889년 4월 1일 - 정촌제 시행에 의해 이와모토촌, 가미우치촌, 시카촌이 합병해 성립하였다.
- 1907년 5월 1일 - 가미우치촌, 구라나가촌, 구 긴스이촌과 합병해 새로운 긴스이촌이 성립, 동일 데가마촌은 폐지되었다.

## 교통
국철(현 규슈 여객철도) 가고시마 본선 선로가 촌의 동쪽 끝을 가로막고 있었지만, 촌내에는 역이 설치되어 있지 않았다.
또한 구 데가마촌이 합병으로 소멸된후 개업한 구테쓰(현 니시테쓰 덴진오무타선)의 역 중 구무라 지역에 해당하는 역은 와타세역(현 니시테쓰와타제역) 및 히가시아마기역의 1개 역이 설치되어 있다.